# Holland's Got Talent (seizoen 10)
Het tiende seizoen van Holland's Got Talent, een Nederlandse talentenjacht, wordt in het voorjaar van 2019 uitgezonden door RTL 4. Dit seizoen wordt niet meer op de vrijdagavond uitgezonden, maar op de zaterdagavond.
De presentatie en jury is voor het eerst na jaren weer veranderd, Johnny de Mol heeft het stokje doorgegeven aan Humberto Tan. Dan Karaty, Chantal Janzen, Angela Groothuizen en Paul de Leeuw zijn de juryleden. Gordon zal stoppen na zeven seizoenen als jurylid.
De winnaar van het tiende seizoen was Shinshan. Shinshan won een cheque van 50.000 euro.